# Eophyllophila elegans
Eophyllophila elegans là một loài ruồi trong họ Tachinidae.